# Paweł Pałka
Paweł Pałka (ur. 17 grudnia 1904, zm. 5 lutego 1992 w Lublinie) – polski duchowny katolicki, kanonista, profesor Katolickiego Uniwersytetu Lubelskiego, w latach 1950–1957 dziekan Wydziału Prawa Kanonicznego KUL. 

## Życiorys
Ukończył Wyższe Seminarium Duchowne w Lublinie. W 1929 przyjął święcenia kapłańskie z rąk bp. Mariana Leona Fulmana i został duchownym diecezji lubelskiej. Pracował w różnych parafiach. W 1932 rozpoczął studia z prawa kanonicznego na KUL, w 1936 otrzymał tam na podstawie rozprawy pt. Uzupełnienie jurysdykcji w prawie kanonicznym stopień naukowy doktora. W 1937 został nauczycielem akademickim Wydziału Prawa Kanonicznego KUL. Zajmował tam różne stanowiska ze stanowiskiem profesora włącznie. W latach 1950–1957 był dziekanem tego wydziału a w latach 1957–1972 prodziekanem. W latach 1952–1975 pełnił funkcję rektora WSD w Lublinie. Uzyskał habilitację i tytuł naukowy profesora.
Od 1952 był członkiem Towarzystwa Naukowego KUL, przyczynił się do powstania w 1990 Stowarzyszenia Kanonistów Polskich.
Zmarł w Lublinie 5 lutego 1992. Został pochowany na cmentarzu przy ulicy Lipowej w Lublinie.